# Box-office France 1986
Cet article traite du box-office cinéma de 1986 en France.
Cette année, 372 films sortent sur les écrans, ce qui est devenu élevé pour cette période (alors que plus de 400 films sortaient à la fin des années 1970).
Avec 168,1 millions de spectateurs, l'année 1986 poursuit la baisse enclenchée l'année précédente. C'est l'époque de la création des premières chaînes privées (La Cinq et M6) qui diffusent beaucoup de films et de fictions.
Avec les chaînes privées, c'est le public des comédies françaises populaires qui réduit sa fréquentation.
Le cinéma français reste néanmoins en tête du box-office avec le diptyque de Claude Berri adapté de Marcel Pagnol : Jean de Florette et Manon des sources.
On est également en pleine période de ce qu'on a appelé le cinéma reaganien avec les héros musclés (Rocky 4 et Cobra avec Sylvester Stallone, Commando avec Arnold Schwarzenegger) et l'apologie de l'armée (Top Gun).
Ce cinéma qui succède aux blockbusters de Spielberg et Lucas quelques années plus tôt participe à la montée en puissance du cinéma américain qui atteint pour la première fois depuis l'après-guerre la même part de marché que le cinéma français (43 %). Il n'y aura plus de retour en arrière.
Du côté de l'animation, Basil, détective privé des studios Disney a été le gagnant de l'année en France avec plus de 2,2 millions d'entrées. Derrière le premier film d'animation de John Musker et Ron Clements, alors inconnus du grand public, Astérix chez les Bretons, le 5ème film d'animation d'Astérix attire 1,7 million de spectateurs.
Symbole de cette victoire du cinéma anglo-saxon, la Palme d'or est attribuée à Mission de Roland Joffé, film britannique qui sera l'un des plus gros succès d'une palme d'or.
Steven Spielberg s'essaie à un cinéma plus adulte et rencontre un moindre succès. Le score de La Couleur pourpre est néanmoins respectable compte tenu du sujet et du casting (Whoopi Goldberg encore inconnue en France).

## Les films à plus d'un million d'entrées
| Rang | Titre                                   | Pays | Réalisateur                                                   | Entrées   |
| ---- | --------------------------------------- | ---- | ------------------------------------------------------------- | --------- |
| 1.   | Jean de Florette                        |      | Claude Berri                                                  | 7 223 657 |
| 2.   | Manon des sources                       |      | Claude Berri                                                  | 6 645 177 |
| 3.   | Rocky 4                                 |      | Sylvester Stallone                                            | 4 986 705 |
| 4.   | Le Nom de la rose                       |      | Jean-Jacques Annaud                                           | 4 955 664 |
| 5.   | Out of Africa : Souvenirs d'Afrique     |      | Sydney Pollack                                                | 4 845 876 |
| 6.   | Les Fugitifs                            |      | Francis Veber                                                 | 4 496 827 |
| 7.   | Highlander                              |      | Russell Mulcahy                                               | 4 141 203 |
| 8.   | 37°2 le matin                           |      | Jean-Jacques Beineix                                          | 3 632 326 |
| 9.   | Top Gun                                 |      | Tony Scott                                                    | 3 570 719 |
| 10.  | Tenue de soirée                         |      | Bertrand Blier                                                | 3 144 799 |
| 11.  | Cobra                                   |      | George Cosmatos                                               | 2 690 732 |
| 12.  | Commando                                |      | Mark L. Lester                                                | 2 577 215 |
| 13.  | Mission                                 |      | Roland Joffé                                                  | 2 510 897 |
| 14.  | Basil, détective privé                  |      | Ron Clements / John Musker / Burny Mattinson / David Michener | 2 276 808 |
| 15.  | Les Frères Pétard                       |      | Hervé Palud                                                   | 2 179 370 |
|      | Bambi (rep)                             |      | David Hand / James Algar / Samuel Armstrong                   | 2 000 000 |
| 16.  | Le Passage                              |      | René Manzor                                                   | 1 998 983 |
| 17.  | Le Diamant du Nil                       |      | Lewis Teague                                                  | 1 992 527 |
| 18.  | Pirates                                 |      | Roman Polanski                                                | 1 939 268 |
| 19.  | La Couleur pourpre                      |      | Steven Spielberg                                              | 1 756 339 |
| 20.  | Astérix chez les Bretons                |      | Pino van Lamsweerde                                           | 1 724 770 |
| 21.  | Aliens, le retour                       |      | James Cameron                                                 | 1 720 593 |
| 22.  | Karaté Kid : Le Moment de vérité 2      |      | John G. Avildsen                                              | 1 657 082 |
| 23.  | Thérèse                                 |      | Alain Cavalier                                                | 1 474 268 |
| 24.  | Les Longs Manteaux                      |      | Gilles Béhat                                                  | 1 451 157 |
| 25.  | Hannah et ses sœurs                     |      | Woody Allen                                                   | 1 402 462 |
| 26.  | Nuit d'ivresse                          |      | Bernard Nauer                                                 | 1 381 464 |
| 27.  | Twist again à Moscou                    |      | Jean-Marie Poiré                                              | 1 361 683 |
| 28.  | La Gitane                               |      | Philippe de Broca                                             | 1 248 434 |
| 29.  | Police Academy 3 : Instructeurs de choc |      | Jerry Paris                                                   | 1 244 456 |
| 30.  | Black Mic-Mac                           |      | Thomas Gilou                                                  | 1 228 154 |
| 31.  | Soleil de nuit                          |      | Taylor Hackford                                               | 1 206 422 |
| 32.  | 9 Semaines ½                            |      | Adrian Lyne                                                   | 1 201 156 |
| 33.  | Le Contrat                              |      | John Irvin                                                    | 1 094 365 |
| 34.  | Vampire, vous avez dit vampire ?        |      | Tom Holland                                                   | 1 084 255 |
|      | E.T., l'extra-terrestre (rep)           |      | Steven Spielberg                                              | 1 052 643 |
| 35.  | Descente aux enfers                     |      | Francis Girod                                                 | 1 039 234 |
| 36.  | After Hours                             |      | Martin Scorsese                                               | 1 036 634 |
| 37.  | Chorus Line                             |      | Richard Attenborough                                          | 1 002 781 |

Par pays d'origine des films (Pays producteur principal)
- États-Unis : 19 films
- France : 17 films
- Royaume-Uni : 1 film
- Total : 37 films